# Nordmazedonische Männer-Handballnationalmannschaft
Die nordmazedonische Männer-Handballnationalmannschaft repräsentiert den Handballverband Nordmazedoniens als Auswahlmannschaft auf internationaler Ebene bei Länderspielen im Handball gegen Mannschaften anderer nationaler Verbände.

## Geschichte
Nachdem sich Mazedonien im September 1991 von der SFR Jugoslawien unabhängig erklärt hatte, wurde der mazedonische Handballverband „Ракометна федерација на Македонија“ (RFM) gegründet. Dieser ist seit 1993 Mitglied in der Internationalen Handballföderation (IHF) und in der Europäischen Handballföderation (EHF). Auch nach der Umbenennung des Landes in Nordmazedonien nennt sich der Verband weiterhin Mazedonischer Handballverband.
An den Qualifikationen zur Europameisterschaft 1994 sowie zu den Weltmeisterschaften 1993 und 1995 nahm die Auswahl noch nicht teil. Erstmals konnte sie sich 1998 für eine Europameisterschaft und 1999 für eine Weltmeisterschaft qualifizieren. Anschließend sollte es zehn Jahre dauern, bis die Mannschaft erneut an einer WM-Endrunde teilnehmen durfte. Angeführt vom Rekordnationalspieler und Rekordtorschützen Kiril Lazarov im rechten Rückraum erreichte Mazedonien bei der Europameisterschaft 2012 den fünften Platz und bei der Weltmeisterschaft 2015 den neunten Platz als beste Platzierungen. Lazarov, seit 2021 Nationaltrainer der „rot-gelben Löwen“, wurde Torschützenkönig der Weltmeisterschaften 2009 und 2017 sowie der Europameisterschaft 2012. Er übertraf bei der Weltmeisterschaft 2009 nach neun Turnierspielen mit 92 Toren die bisherige Bestmarke von Yoon Kyung-shin von der Weltmeisterschaft 1995 in Island um sechs Tore.
Für die Weltmeisterschaft 2021 hatte der Verband Nordmazedoniens aufgrund seines 15. Platzes bei der Europameisterschaft nach dem Abbruch der Qualifikation wegen der COVID-19-Pandemie zunächst mit einer Wildcard gerechnet; die Vergabe der zwei europäischen Wildcards an Polen (21. Platz bei der Europameisterschaft) und das Team des russischen Verbandes (22. der Europameisterschaft) stieß auf Unverständnis. Nach dem Rückzug der Mannschaft des tschechischen Verbandes wurde Nordmazedonien nachträglich zur Weltmeisterschaft eingeladen.

## Internationale Großereignisse

### Olympische Spiele
- Olympische Spiele 1996: nicht qualifiziert
- Olympische Spiele 2000: nicht qualifiziert
- Olympische Spiele 2004: nicht qualifiziert
- Olympische Spiele 2008: nicht qualifiziert
- Olympische Spiele 2012: nicht qualifiziert
- Olympische Spiele 2016: nicht qualifiziert
- Olympische Spiele 2020: nicht qualifiziert

### Weltmeisterschaften
- Weltmeisterschaft 1993: nicht qualifiziert
- Weltmeisterschaft 1995: nicht qualifiziert
- Weltmeisterschaft 1997: nicht qualifiziert
- Weltmeisterschaft 1999: 18. Platz (von 24 Mannschaften)

Kader: Šandor Hodik, Boro Čurlevski, Kire Popovski, Aleksandar Zarkov, Stevče Alušovski, Aleksandar Jović, Uroš Mandić, Slobodan Nikolić, Tome Petreski, Pepi Manaskov, Zoran Petkovski, Ivan Markoski, Goran Andonovski, Branislav Angelovski, Kiril Lazarov. Trainer: Vančo Jovanovski.
- Weltmeisterschaft 2001: nicht qualifiziert
- Weltmeisterschaft 2003: nicht qualifiziert
- Weltmeisterschaft 2005: nicht qualifiziert
- Weltmeisterschaft 2007: nicht qualifiziert
- Weltmeisterschaft 2009: 11. Platz (von 24 Mannschaften)

Kader: Velko Markovski (9 Spiele/0 Tore), Petar Angelov (9/1), Borko Ristovski (9/1), Stojanče Stoilov (2/1), Aleksandar Jović (3/2), Vlatko Mitkov (9/2), Mitko Stoilov (9/6), Vancho Dimovski (8/7), Goce Makalovski (9/10), Goran Gjorgonovski (9/17), Filip Lazarov (9/18), Stevče Alušovski (7/19), Filip Mirkulovski (9/20), Naumče Mojsovski (6/25), Vladimir Temelkov (9/35), Kiril Lazarov (9/92/Torschützenkönig). Trainer: Ilija Temelkovski.
- Weltmeisterschaft 2011: nicht qualifiziert
- Weltmeisterschaft 2013: 14. Platz (von 24 Mannschaften)

Kader: Nikola Mitrevski (5 Spiele/0 Tore), Borko Ristovski (6/0), Zlatko Mojsoski (1/0), Ace Jonovski (6/1), Milan Levov (4/1), Branislav Angelovski (6/3), Vančo Dimovski (6/4), Velko Markoski (6/5), Vladimir Temelkov (5/6), Filip Mirkulovski (6/8), Nikola Markoski (6/8), Goce Georgievski (6/10), Filip Lazarov (5/12), Stojanče Stoilov (6/17), Naumče Mojsovski (6/20), Dejan Manaskov (6/26), Kiril Lazarov (6/44). Trainer: Zvonko Šundovski.
- Weltmeisterschaft 2015: 9. Platz (von 24 Mannschaften)

Kader: Borko Ristovski (6 Spiele/0 Tore), Petar Angelov (6/0), Ace Jonovski (6/0), Velko Markovski (6/0), Zlatko Mojsoski (6/2), Filip Lazarov (6/3), Nikola Markoski (6/4), Vlado Nedanovski (6/7), Renato Vugrinec (6/8), Nemanja Pribak (6/11), Naumče Mojsovski (6/14), Stojanče Stoilov (6/18), Filip Mirkulovski (6/20), Goce Georgievski (6/24), Dejan Manaskov (6/25), Kiril Lazarov (6/45). Trainer:  Ivica Obrvan.
- Weltmeisterschaft 2017: 15. Platz (von 24 Mannschaften)

Kader: Kiril Kolev (6 Spiele/0 Tore), Velko Markoski (6/0), Risto Arnaudovski (1/0), Martin Popovski (4/2), Goce Ojleski (6/3), Marko Neloski (6/3), Žarko Peševski (2/3), Blagojche Trajkovski (6/3), Vlatko Mitkov (6/3), Stefan Drogrishki (6/4), Filip Lazarov (6/5), Filip Taleski (6/6), Filip Mirkulovski (6/10), Nikola Markoski (6/13), Dejan Manaskov (5/17), Goce Georgievski (6/18), Stojanče Stoilov (6/23), Kiril Lazarov (6/50/Torschützenkönig). Trainer:  Lino Červar.
- Weltmeisterschaft 2019: 15. Platz (von 24 Mannschaften)

Kader: Borko Ristovski (6 Spiele/0 Tore), Velko Markoski (7/0), Milan Lazarevski (1/0), Zlatko Daskaloski (1/0), Nikola Mitrevski (7/1), Martin Serafimov (7/1), Filip Čurlevski (7/1), Mario Tankoski (6/2), Goran Krstevski (7/3), Filip Lazarov (7/7), Martin Popovski (7/9), Goce Georgievski (7/10), Stojanče Stoilov (7/14), Filip Taleski (7/17), Filip Kuzmanovski (7/21), Žarko Peševski (7/24), Dejan Manaskov (7/33), Kiril Lazarov (7/48). Trainer:  Raúl González.
- Weltmeisterschaft 2021: 23. Platz (von 32 Mannschaften)

Kader: Nikola Mitrevski (6 Spiele/0 Tore), Martin Tomovski (6/0), Nikola Danilovski (1/0), Mihajlo Mladenovikj (2/0), Marko Miševski (6/1), Martin Velkovski (4/3), Cvetan Kuzmanovski (4/3), Goran Krstevski (3/3), Darko Georgievski (3/4), Mario Tankoski (4/4), Filip Taleski (6/5), Martin Serafimov (3/6), Nikola Markoski (6/6), Martin Popovski (6/7), Stojanče Stoilov (6/8), Dimitar Dimitrioski (6/8), Nenad Kosteski (6/13), Žarko Peševski (6/18), Filip Kuzmanovski (6/21), Kiril Lazarov (6/28). Trainer: Danilo Brestovac.
- Weltmeisterschaft 2023: 27. Platz (von 32 Mannschaften)

Kader: Martin Tomovski (7 Spiele/0 Tore), Nikola Mitrevski (7/1), Tomislav Jagurinovski (1/1), Nikola Markoski (7/2), Mihajlo Mladenovikj (6/2), Pavle Atanasijevikj (2/3), Goce Georgievski (5/3), David Savrevski (6/5), Ivan Djonov (7/9), Marko Stojkovikj (6/10), Kostadin Petrov (5/11), Petar Atanasijevikj (4/13), Igor Gjorgiev (7/13), Martin Serafimov (7/18), Žarko Peševski (7/19), Nenad Kosteski (7/23), Dejan Manaskov (7/24), Filip Taleski (7/27), Filip Kuzmanovski (7/37). Trainer: Kiril Lazarov.
- Weltmeisterschaft 2025: 15. Platz (von 32 Mannschaften)

### Europameisterschaften
- Europameisterschaft 1994: nicht teilgenommen
- Europameisterschaft 1996: nicht qualifiziert
- Europameisterschaft 1998: 12. Platz (von 12 Mannschaften)

Kader: Šandor Hodik (6 Spiele/0 Tore), Stevče Stefanovski (4/0), Danilo Brestovac (3/0), Goran Androvski (4/2), Uroš Mandić (5/3), Goran Markovski (1/3), Aleksandar Zarkov (6/4), Aleksandar Jović (4/5), Dragan Bogdanović (5/5), Ivan Markovski (3/7), Kire Popovski (5/9), Stevče Alušovski (6/13), Dušan Novokmet (4/14), Tome Petreski (6/14), Pepi Manaskov (4/25), Igor Kotevki (6/26). Trainer: Vančo Jovanovski.
- Europameisterschaft 2000: nicht qualifiziert
- Europameisterschaft 2002: nicht qualifiziert
- Europameisterschaft 2004: nicht qualifiziert
- Europameisterschaft 2006: nicht qualifiziert
- Europameisterschaft 2008: nicht qualifiziert
- Europameisterschaft 2010: nicht qualifiziert
- Europameisterschaft 2012: 5. Platz (von 16 Mannschaften)

Kader: Borko Ristovski (7 Spiele/0 Tore), Petar Angelov (7/0), Vlatko Mitkov (7/0), Ace Jonovski (7/0), Velko Markoski (7/2), Zlatko Mojsoski (7/2), Dejan Manaskov (7/4), Branislav Angelovski (7/4), Vančo Dimovski (6/5), Filip Lazarov (7/6), Filip Mirkulovski (7/14), Vladimir Temelkov (7/15), Naumče Mojsovski (5/18), Stevče Alušovski (7/23), Stojanče Stoilov (7/25), Kiril Lazarov (7/61/Torschützenkönig). Trainer: Zvonko Šundovski.

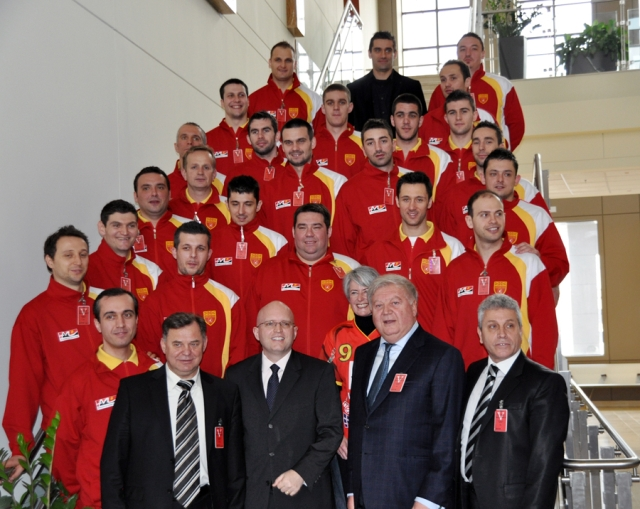
Die Mannschaft vor der Europameisterschaft 2012.

- Europameisterschaft 2014: 10. Platz (von 16 Mannschaften)

Kader: Borko Ristovski (6 Spiele/0 Tore), Petar Angelov (6/0), Ace Jonovski (6/0), Velko Markoski (6/0), Nikola Markoski (2/0), Vlatko Mitkov (6/1), Zlatko Mojsoski (6/2), Nemanja Pribak (3/2), Nikola Stojčevski (2/3), Vančo Dimovski (6/5), Goce Ojleski (6/5), Branislav Angelovski (5/9), Dejan Pecakovski (6/9), Stojanče Stoilov (6/13), Goce Georgievski (6/14), Dejan Manaskov (6/19), Filip Mirkulovski (6/21), Kiril Lazarov (6/38). Trainer:  Ivica Obrvan.
- Europameisterschaft 2016: 11. Platz (von 16 Mannschaften)

Kader: Borko Ristovski (6 Spiele/0 Tore), Daniel Dupjačanec (6/0), Nikola Markoski (2/0), Ace Jonovski (6/0), Velko Markoski (6/1), Filip Lazarov (5/3), Žarko Peševski (5/3), Goce Ojleski (6/4), Vlatko Mitkov (6/5), Naumče Mojsovski (6/6), Filip Kuzmanovski (6/6), Nemanja Pribak (6/9), Stojanče Stoilov (6/13), Filip Mirkulovski (6/14), Goce Georgievski (6/19), Dejan Manaskov (6/32), Kiril Lazarov (6/42). Trainer:  Ivica Obrvan.
- Europameisterschaft 2018: 11. Platz (von 16 Mannschaften)

Kader: Borko Ristovski (6 Spiele/0 Tore), Nikola Mitrevski (6/0), Ace Jonovski (6/0), Velko Markoski (4/0), Goce Ojleski (1/0), Nikola Markoski (3/1), Nemanja Pribak (6/3), Martin Popovski (6/3), Filip Lazarov (5/5), Goce Georgievski (6/6), Žarko Peševski (6/6), Martin Velkovski (6/6), Filip Mirkulovski (6/11), Filip Kuzmanovski (6/11), Stojanče Stoilov (6/18), Kiril Lazarov (5/19), Filip Taleski (6/21), Dejan Manaskov (6/28). Trainer:  Raúl González.

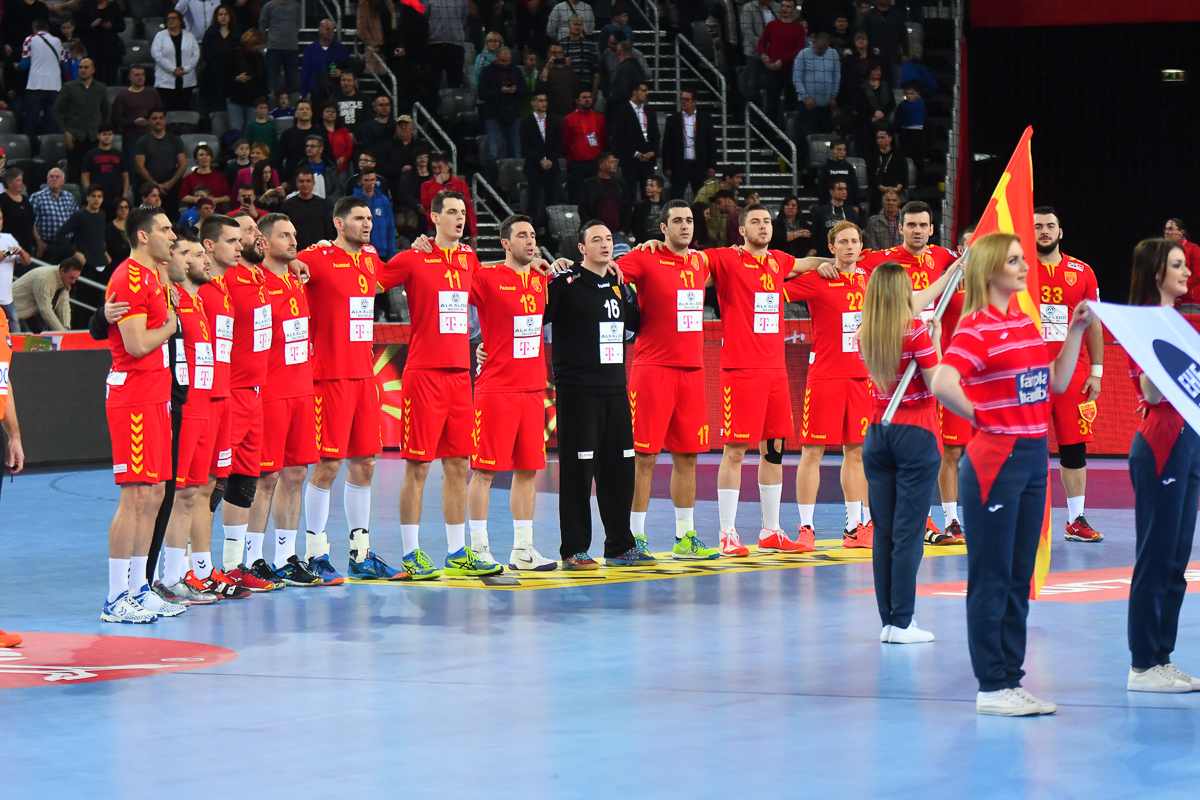
Die nordmazedonische Nationalmannschaft bei der Euro 2018

- Europameisterschaft 2020: 15. Platz (von 24 Mannschaften)

Kader: Borko Ristovski (3 Spiele/0 Tore), Nikola Mitrevski (3/0), Nikola Markoski (3/0), Marko Miševski (3/0), Martin Velkovski (3/1), Goran Krstevski (3/1), Mario Tankoski (3/2), Martin Popovski (3/3), Bojan Madjovski (3/3), Žarko Peševski (3/4), Filip Kuzmanovski (3/5), Filip Taleski (3/8), Goce Georgievski (3/9), Stojanče Stoilov (3/10), Dejan Manaskov (3/11), Kiril Lazarov (3/22). Trainer: Danilo Brestovac.
- Europameisterschaft 2022: 22. Platz (von 24 Mannschaften)

Kader: Martin Tomovski (3 Spiele/0 Tore), Gradimir Čanevski (1/0), Stojanče Stoilov (1/0), Kristijan Simonovski (2/0), Bojan Madzovski (2/0), Goran Krstevski (3/0), Igor Gjorgiev (3/0), Nikola Mitrevski (3/1), Marko Mitev (1/1), Filip Mirkulovski (3/2), Nenad Kosteski (3/2), Goce Georgievski (3/2), Martin Serafimov (3/4), Marko Miševski (3/5), Filip Taleski (3/6), Filip Kuzmanovski (3/7), Žarko Peševski (3/10), Martin Velkovski (3/11), Cvetan Kuzmanoski (3/12). Trainer: Kiril Lazarov.
- Europameisterschaft 2024: 17. Platz (von 24 Mannschaften)

Kader: Nikola Mitrevski (2 Spiele/0 Tore), Edvin Omeragikj (3/0), Martin Velkovski (3/1), Igor Gjorgiev (2/0), Marko Mitev (3/11), Filip Taleski (3/7), Martin Tomovski (3/0), Nikola Markoski (3/2), Filip Kuzmanovski (3/8), Nenad Kosteski (3/12), Marko Kizikj (1/0), Nikola Kosteski (3/3), Žarko Peševski (3/15), Tomislav Jagurinovski (3/7), Milan Lazarevski (3/7), Ivan Djonov (3/6), Petar Atanasijevikj (3/4), David Savrevski (1/0). Trainer: Kiril Lazarov.

## Weitere Turnierteilnahmen
(Auswahl)

### Mittelmeerspiele
Bei den Mittelmeerspielen in verschiedenen Ländern des Mittelmeerraumes ist Handball seit 1967, mit Ausnahme von 1971, fester Bestandteil. Dort erreichte die Auswahl folgende Platzierungen:
- Mittelmeerspiele 1997: nicht teilgenommen
- Mittelmeerspiele 2001: nicht teilgenommen
- Mittelmeerspiele 2005: nicht teilgenommen
- Mittelmeerspiele 2009: nicht teilgenommen
- Mittelmeerspiele 2013: 8. Platz (von 10 Mannschaften)
- Mittelmeerspiele 2018: 13. Platz (von 13 Mannschaften)
- Mittelmeerspiele 2022: 4. Platz (von 10 Mannschaften)

### Karpatenpokal
Beim seit 1959 ausgetragenen Karpatenpokal in Rumänien erreichte die Auswahl folgende Platzierungen:
- Karpatenpokal 2003: 4. Platz (von 4 Mannschaften)
- Karpatenpokal 2004: 3. Platz (von 4 Mannschaften)
- Karpatenpokal 2006: 3. Platz (von 4 Mannschaften)
- Karpatenpokal 2007: 4. Platz (von 4 Mannschaften)
- Karpatenpokal 2010: 3. Platz (von 4 Mannschaften)
- Karpatenpokal 2019: 1. Platz (von 4 Mannschaften)

### Yellow Cup
Beim Yellow Cup in der Schweiz erreichte die Auswahl folgende Platzierungen:
- Yellow Cup 2009: 1. Platz (von 4 Mannschaften)[21]

## Aktueller Kader
| Nr. | Spieler               | Geburtstag | Alter | Position        | Größe  | Gewicht | Verein                        | Lsp. | Tore |
| --- | --------------------- | ---------- | ----- | --------------- | ------ | ------- | ----------------------------- | ---- | ---- |
| 55  | Petar Atanasijevikj   | 09.07.2003 | 20    | Linksaußen      | 1,92 m | 83 kg   | RK Eurofarm Pelister          | 7    | 14   |
| 88  | Pavle Atanasijevikj   | 09.07.2003 | 20    | Rückraum Mitte  | 1,95 m | 81 kg   | RK Eurofarm Pelister          | 0    | 0    |
| 6   | Dimitar Dimitrioski   | 16.02.1998 | 25    | Linksaußen      | 1,83 m | 83 kg   | Recoletas Atlético Valladolid | 0    | 0    |
| 38  | Ivan Djonov           | 15.07.1997 | 26    | Rückraum links  | 1,91 m | 84 kg   | RK Alkaloid                   | 10   | 13   |
| 16  | Ivan Galevski         | 05.07.2004 | 19    | Torhüter        | 1,95 m | 91 kg   | RK Alkaloid                   | 0    | 0    |
| 9   | Igor Gjorgiev         | 02.06.2000 | 23    | Rückraum Mitte  | 1,87 m | 82 kg   | RK Alkaloid                   | 16   | 27   |
| 23  | Emilijan Gjorgovski   | 09.06.2002 | 21    | Rückraum links  | 1,95 m | 90 kg   | RK Eurofarm Pelister          | 0    | 0    |
| 34  | Tomislav Jagurinovski | 19.08.1998 | 25    | Rückraum rechts | 1,88 m | 91 kg   | RK Vardar Skopje              | 9    | 5    |
| 15  | Valentin Karasmanakis | 14.01.2005 | 18    | Kreisläufer     | 1,95 m | 91 kg   | RK Multi Esens                | 0    | 0    |
| 20  | Marko Kizikj          | 22.01.2001 | 22    | Torhüter        | 1,98 m | 100 kg  | RK Eurofarm Pelister          | 2    | 0    |
| 26  | Nikola Kosteski       | 22.08.1992 | 31    | Linksaußen      | 1,83 m | 74 kg   | Talent Plzeň                  | 0    | 0    |
| 19  | Nenad Kosteski        | 03.04.2001 | 22    | Rechtsaußen     | 1,89 m | 76 kg   | RK Eurofarm Pelister          | 15   | 34   |
| 18  | Filip Kuzmanovski     | 07.07.1996 | 27    | Rückraum Mitte  | 1,98 m | 105 kg  | RK Eurofarm Pelister          | 63   | 124  |
| 8   | Cvetan Kuzmanovski    | 05.12.1999 | 24    | Linksaußen      | 1,90 m | 78 kg   | RK Eurofarm Pelister          | 7    | 3    |
| 36  | Milan Lazarevski      | 09.02.1997 | 26    | Kreisläufer     | 1,93 m | 116 kg  | RK Vardar Skopje              | 0    | 0    |
| 17  | Nikola Markoski       | 22.05.1990 | 33    | Kreisläufer     | 1,98 m | 118 kg  | RK Alkaloid                   | 70   | 24   |
| 97  | Marko Miševski        | 23.08.1999 | 24    | Rückraum links  | 2,00 m | 104 kg  | RK Vardar Skopje              | 12   | 1    |
| 10  | Marko Mitev           | 23.02.2003 | 20    | Rückraum Mitte  | 1,81 m | 78 kg   | RK Alkaloid                   | 4    | 7    |
| 1   | Nikola Mitrevski      | 03.10.1985 | 38    | Torhüter        | 1,84 m | 78 kg   | FC Porto                      | 34   | 7    |
| 31  | Mihajlo Mladenovikj   | 21.09.2000 | 23    | Rückraum links  | 1,95 m | 96 kg   | RK Alkaloid                   | 18   | 1    |
| 30  | Filip Nikolov         | 23.11.1999 | 24    | Rückraum rechts | 1,93 m | 100 kg  | RK Butel Skopje               | 0    | 0    |
| 32  | Goce Ojleski          | 10.10.1989 | 34    | Linksaußen      | 1,80 m | 80 kg   | RK Eurofarm Pelister          | 27   | 21   |
| 2   | Edvin Omeragikj       | 09.10.2002 | 21    | Rückraum links  | 1,96 m | 94 kg   | RK Alkaloid                   | 0    | 0    |
| 33  | Žarko Peševski        | 11.04.1991 | 32    | Kreisläufer     | 1,95 m | 125 kg  | RK Eurofarm Pelister          | 68   | 112  |
| 28  | Martin Popovski       | 26.08.1994 | 29    | Rechtsaußen     | 1,77 m | 75 kg   | GC Amicitia Zürich            | 41   | 19   |
| 79  | David Savrevski       | 16.06.2002 | 21    | Rückraum rechts | 1,95 m | 109 kg  | RK Alkaloid                   | 5    | 5    |
| 77  | Martin Serafimov      | 03.03.2000 | 23    | Rückraum rechts | 1,85 m | 80 kg   | RK Alkaloid                   | 31   | 45   |
| 29  | Nikola Stoilevski     | 04.06.1998 | 25    | Rechtsaußen     | 1,94 m | 80 kg   | GRK Ohrid                     | 0    | 0    |
| 37  | Tomče Stojanovski     | 30.09.1998 | 25    | Rückraum links  | 1,91 m | 96 kg   | RK Butel Skopje               | 0    | 0    |
| 42  | Marko Stojkovikj      | 27.06.2003 | 20    | Kreisläufer     | 1,99 m | 104 kg  | RK Alkaloid                   | 8    | 14   |
| 11  | Filip Taleski         | 28.03.1996 | 27    | Rückraum links  | 2,00 m | 86 kg   | Sport Lisboa e Benfica        | 64   | 164  |
| 12  | Martin Tomovski       | 10.07.1997 | 26    | Torhüter        | 1,94 m | 94 kg   | RK Vardar Skopje              | 26   | 0    |
| 4   | Martin Velkovski      | 10.03.1997 | 26    | Rückraum rechts | 1,88 m | 90 kg   | RK Alkaloid                   | 34   | 9    |

## Bisherige Trainer
- Vančo Jovanovski (u. a. Euro 1998)
- Dragan Đukić (2003–2005)
- Ilija Temelkovski (?–2007)
- Veselin Vujović (2007, nur Play-offs zur EM 2008)
- Ilija Temelkovski (2007–2010)
- Zvonko Šundovski (2010 – Januar 2013)
- Ivica Obrvan (März 2013 – Mai 2016)
- Lino Červar (Mai 2016 – März 2017)
- Raúl González (April 2017 – Februar 2019)
- Danilo Brestovac (Februar 2019 – Februar 2021)
- Kiril Lazarov (ab Februar 2021 als Spielertrainer, seit Juli 2022 hauptamtlich)

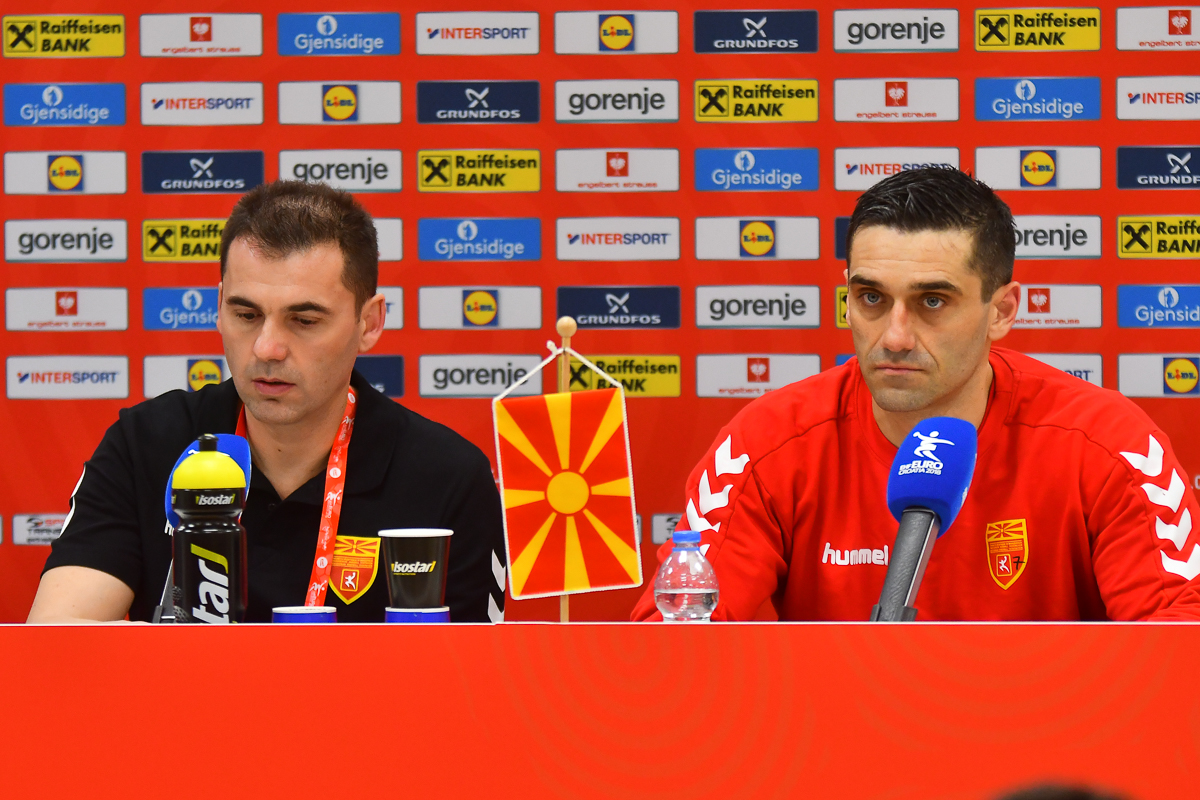
Der ehemalige Nationaltrainer Raúl González (li.) und der aktuelle, Kiril Lazarov, bei der Euro 2018